# Evangelische Zentralstelle für Weltanschauungsfragen
Die Evangelische Zentralstelle für Weltanschauungsfragen (EZW) ist eine rechtlich unselbständige Einrichtung der Evangelischen Kirche in Deutschland.

## Rechtsträger
Die EZW ist eine rechtlich unselbständige Einrichtung der Evangelischen Kirche in Deutschland (EKD). Die EKD ist eine Körperschaft des öffentlichen Rechts. Sie wird durch Hans Ulrich Anke, Präsident des Kirchenamtes der EKD, vertreten.

## Aufgaben
Die Zentralstelle wurde 1960 von der EKD als Nachfolgerin der 1921 gegründeten und 1937 von Nationalsozialisten gewaltsam geschlossenen Berliner „Apologetischen Centrale“ eingerichtet. Der erste Leiter der EZW mit Sitz in Stuttgart wurde Kurt Hutten (1901–1979). Seit 1995 befindet sich das Institut in Berlin-Mitte.
Die EZW fungiert als zentrale apologetische Forschungs-, Dokumentations- und Auskunftsstelle. Sie publiziert ihre Arbeitsergebnisse in ihrer monatlich erscheinenden Zeitschrift Materialdienst. Zeitschrift für Religions- und Weltanschauungsfragen sowie in der Reihe EZW-Texte. Darüber hinaus führt die EZW regelmäßig Tagungen, zum Teil in Kooperation, zu vielfältigen weltanschaulichen Themen durch. Im Jahr 2001 legte sie in Buchform einen Überblick über das gegenwärtige Panorama der neuen Religiosität (2005 in 2. Auflage) vor.
Eine wesentliche Aufgabe der EZW besteht in der Koordination der Weltanschauungsarbeit innerhalb der Evangelischen Kirche in Deutschland. Sie kooperiert daher eng mit den Weltanschauungsbeauftragten der evangelischen Landeskirchen. Die EZW will „zur christlichen Orientierung im religiösen und weltanschaulichen Pluralismus beitragen, einen sachgemäßen Dialog mit Anders- und Nichtglaubenden fördern“ sowie „über Entwicklungen und Tendenzen der religiösen Landschaft in Deutschland informieren“.
Die Forschungsschwerpunkte werden derzeit in fünf Referaten bearbeitet:
- Referat 1: Grundsatzfragen, Strömungen des säkularen und religiösen Zeitgeistes, Evangelikalismus und pfingstlich-charismatisches Christentum (Martin Fritz)
- Referat 2: Islam und andere nichtchristliche Religionen, neue religiöse Bewegungen, östliche Spiritualität, interreligiöser Dialog (Rüdiger Braun)
- Referat 3a: Psychologische Aspekte neuer Religiosität, Religion und Gesundheit (Michael Utsch)
- Referat 3b: Christliche Sondergemeinschaften und Lebenshilfemarkt (Katharina Portmann)
- Referat 4: Esoterik und Verschwörungserzählungen (Judith Maria Bodendörfer)

## Schriften
- EZW (Hrsg.): Zeitschrift für Religion und Weltanschauung (ZRW). Früher: Materialdienst der Evangelischen Zentralstelle für Weltanschauungsfragen (MD oder MDEZW), erscheint seit 1970 sechsmal jährlich ISSN 0721-2402
- EZW (Hrsg.): EZW-Texte; bisher (Stand 10/2022) mehr als 270 Einzelhefte zu ausgewählten Themen, seit 2022 digital zum Herunterladen erhältlich ISSN 0085-0357
- Matthias Pöhlmann: Kampf der Geister. Die Publizistik der „Apologetischen Centrale“ (1921–1937) (= Konfession und Gesellschaft. Band 16). Kohlhammer, Stuttgart/Berlin/Köln 1998, ISBN 3-17-015461-3.
- Matthias Pöhlmann, Hans-Jürgen Ruppert, Reinhard Hempelmann: Die EZW im Zug der Zeit. Beiträge zu Geschichte und Auftrag evangelischer Weltanschauungsarbeit (= EZW-Texte. Band 154). Berlin 2000.